# Badminton World Cup 1995
Der Badminton World Cup 1995 fand vom 13. bis zum 17. September 1995 im Istora Senayan in Jakarta, Indonesien, statt.

## Sieger und Platzierte
| Disziplin    | Gold                          | Silber                                   | Bronze                                  |
| ------------ | ----------------------------- | ---------------------------------------- | --------------------------------------- |
| Herreneinzel | Joko Suprianto                | Alan Budikusuma                          | Ardy Wiranata                           |
| Herreneinzel | Joko Suprianto                | Alan Budikusuma                          | Chen Gang                               |
| Dameneinzel  | Ye Zhaoying                   | Susi Susanti                             | Lim Xiaoqing                            |
| Dameneinzel  | Ye Zhaoying                   | Susi Susanti                             | Mia Audina                              |
| Herrendoppel | Rexy Mainaky Ricky Subagja    | Sakrapee Thongsari Pramote Teerawiwatana | Cheah Soon Kit Yap Kim Hock             |
| Herrendoppel | Rexy Mainaky Ricky Subagja    | Sakrapee Thongsari Pramote Teerawiwatana | Denny Kantono S. Antonius Budi Ariantho |
| Damendoppel  | Eliza Nathanael Zelin Resiana | Lili Tampi Finarsih                      | Helene Kirkegaard Rikke Olsen           |
| Damendoppel  | Eliza Nathanael Zelin Resiana | Lili Tampi Finarsih                      | Julie Bradbury Joanne Wright            |
| Mixed        | Tri Kusharyanto Minarti Timur | Kim Dong-moon Kim Shin-young             | Flandy Limpele Rosalina Riseu           |
| Mixed        | Tri Kusharyanto Minarti Timur | Kim Dong-moon Kim Shin-young             | Jiang Xin Zhang Jin                     |

## Finalergebnisse
| Disziplin    | Sieger                        | Finalist                                 | Ergebnis                    |
| ------------ | ----------------------------- | ---------------------------------------- | --------------------------- |
| Herreneinzel | Joko Suprianto                | Alan Budikusuma                          | 15-7, 11-15, 15-8           |
| Dameneinzel  | Ye Zhaoying                   | Susi Susanti                             | 12-9, 2-11, 12-9            |
| Herrendoppel | Ricky Subagja Rexy Mainaky    | Sakrapee Thongsari Pramote Teerawiwatana | 15-4, 15-9                  |
| Damendoppel  | Eliza Nathanael Zelin Resiana | Lili Tampi Finarsih                      | 10-15, 15-11, 10-11 Aufgabe |
| Mixed        | Tri Kusharyanto Minarti Timur | Kim Dong-moon Kim Shin-young             | 15-9, 13-18, 15-12          |